# Бегеште-Загра

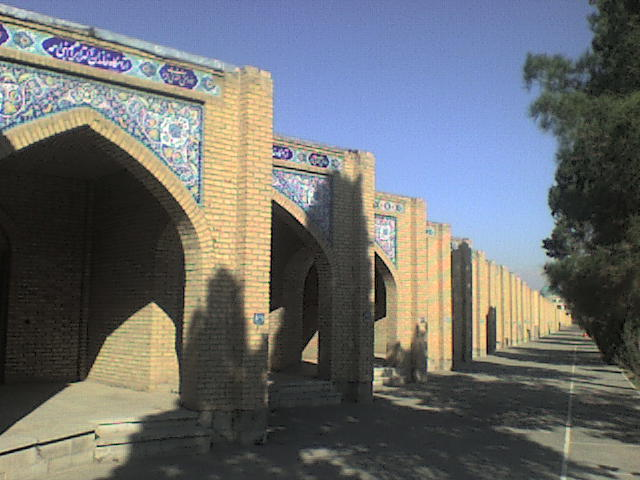
Приватні гробниці на цвинтарі Бехеште-Захра

Беге́шт-е Загра́ (перс. بهشت زهرا) — найбільший цвинтар в Ірані, розташований за 6 кілометрів на південь від Тегерана.

## Поховання відомих осіб

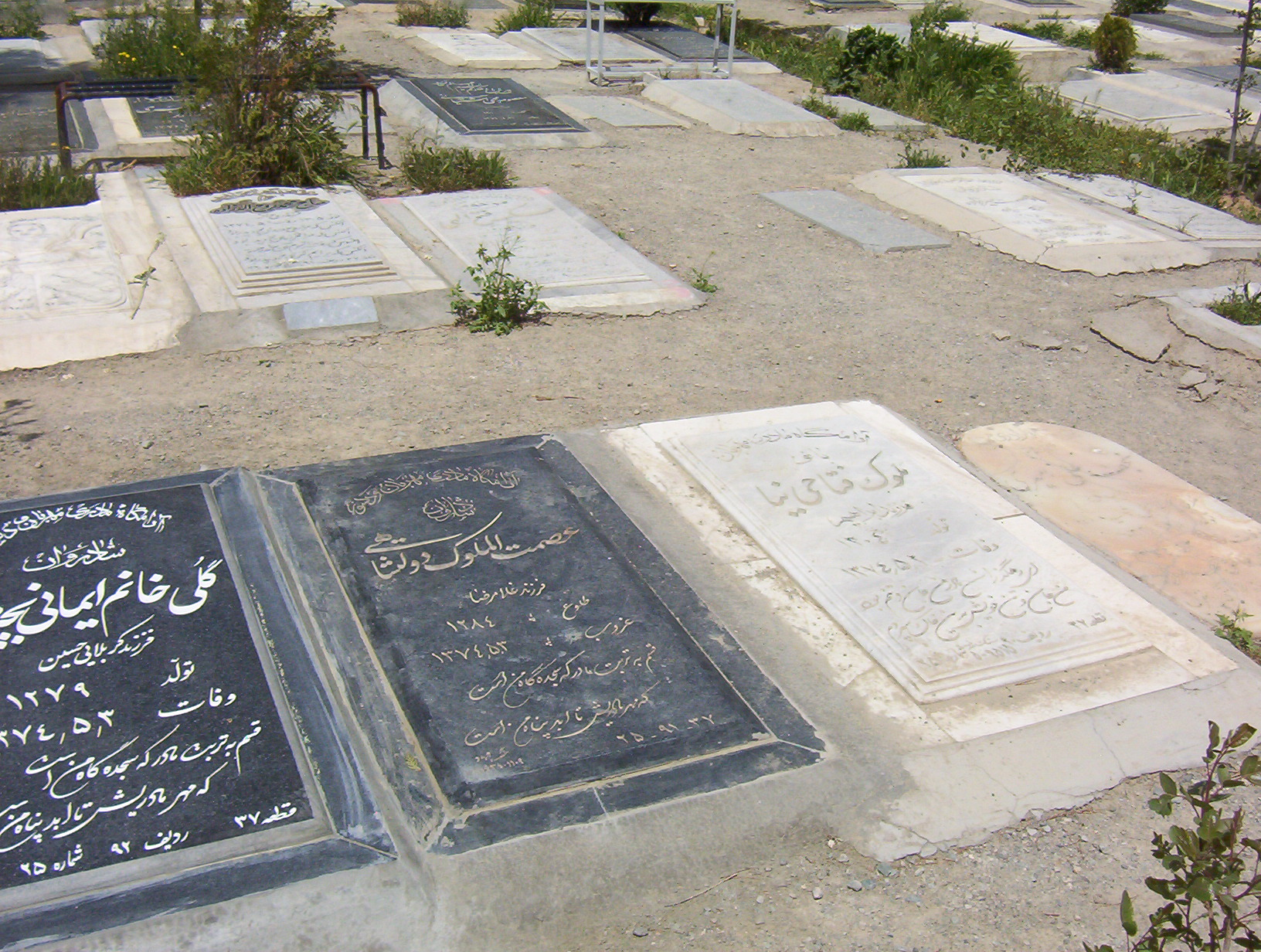
Могила Есмет Довлатшахі

- У північній частині цвинтаря розташований меморіальний комплекс і мавзолей імама Хомейні;
- Есмет Довлатшахі — четверта й остання дружина Рези Шаха;
- Мохаммед Саєд — прем'єр-міністр Ірану;
- Амір Аббас Ховейда — прем'єр-міністр Ірану;
- Насролла Ентезам — політичний діяч, Голова Генеральної Асамблеї ООН;
- Фаррухру Парса — політична діячка, перша іранська жінка-міністр;
- Аббас Арам — міністр закордонних справ Ірану;
- Нематолла Нассірі — керівник САВАК;
- Хоссейн Фардуст — керівник САВАК;
- Джаліль Зандій — льотчик-ас;
- Мохаммад Салімі — міністр оборони Ірану;
- Махмуд Толегані — аятола;
- Мустафа Чамран — видатний науковець, член Меджлісу, міністр оборони Ірану;
- Джавад Мохаммад Бахонар — прем'єр-міністр Ірану;
- Мохаммад Алі Раджаї — президент Ірану;
- Хасан Хабібі — перший віце-президент Ірану;
- Хабібулла Асгароладі — міністр торгівлі Ірану;
- Алі Акбар Хашемі Рафсанджані — президент Ірану;
- Мохаммад Хнджазі — іранський письменник, драматург, журналіст і перекладач;
- Мохаммад Реза Рахмані — іранський поет, письменник і літературознавець;
- Ірадж Афшар — іранський історик;
- Сімін Данешвар — іранська письменниця й перекладачка;
- Сімін Бехбахані — іранська поетеса, громадська діячка, феміністка;
- Хешмат Санджарі — іранський композитор і диригент;
- Делькеш — іранська співачка;
- Алі Хатамі — іранський сценарист і режисер;
- Асал Бадії — іранська акторка;
- Хосейн Садахьяні — іранський футболіст;